# Sound of Silver
Sound of Silver è il terzo album discografico degli LCD Soundsystem.
Ben accolto dalla critica, ha raggiunto le seguenti posizioni nelle classifiche dei migliori album del 2007: primo posto secondo il The Guardian, secondo posto secondo Pitchfork, quinto posto secondo il Time e undicesimo posto secondo NME.

## Tracce
1. "Get Innocuous!" (Murphy, Tyler Pope) - 7:11
2. "Time to Get Away" (Murphy, Pope, Pat Mahoney) - 4:11
3. "North American Scum" - 5:25
4. "Someone Great" - 6:25
5. "All My Friends" (Murphy, Mahoney, Pope) - 7:37
6. "Us v Them" (Murphy, Mahoney, Pope) - 8:29
7. "Watch the Tapes" - 3:55
8. "Sound of Silver" - 7:07
9. "New York, I Love You but You're Bringing Me Down" (Murphy, Mahoney, Pope) - 5:35